# Polyura delphinion
Polyura delphinion är en fjärilsart som beskrevs av Hans Fruhstorfer 1904. Polyura delphinion ingår i släktet Polyura och familjen praktfjärilar. Inga underarter finns listade i Catalogue of Life.